# Аркадія (Флорида)
Аркадія (англ. Arcadia) — місто (англ. city) в США, в окрузі Де-Сото штату Флорида. Населення — 7420 осіб (2020).

## Географія
Аркадія розташована за координатами 27°13′13″ пн. ш. 81°51′35″ зх. д. / 27.22028° пн. ш. 81.85972° зх. д. (27.220220, -81.859670).  За даними Бюро перепису населення США в 2010 році місто мало площу 10,59 км², з яких 10,57 км² — суходіл та 0,02 км² — водойми. В 2017 році площа становила 11,20 км², з яких 11,19 км² — суходіл та 0,02 км² — водойми.

## Демографія
Згідно з переписом 2010 року, у місті мешкало 7637 осіб у 2541 домогосподарстві у складі 1659 родин. Густота населення становила 721 особа/км².  Було 2955 помешкань (279/км²).
Расовий склад населення:
| - 52,9 % — білих - 25,2 % — чорних або афроамериканців - 0,7 % — азіатів - 0,5 % — корінних американців - 0,1 % — вихідців з тихоокеанських островів - 18,0 % — осіб інших рас |

До двох чи більше рас належало 2,6 %. Частка іспаномовних становила 33,2 % від усіх жителів.
За віковим діапазоном населення розподілялося таким чином: 29,5 % — особи молодші 18 років, 59,2 % — особи у віці 18—64 років, 11,3 % — особи у віці 65 років та старші. Медіана віку мешканця становила 30,7 року. На 100 осіб жіночої статі у місті припадало 103,2 чоловіків;  на 100 жінок у віці від 18 років та старших — 102,6 чоловіків також старших 18 років.
Середній дохід на одне домашнє господарство  становив 46 100 доларів США (медіана — 27 260), а середній дохід на одну сім'ю — 52 245 доларів (медіана — 35 489). Медіана доходів становила 30 705 доларів для чоловіків та 27 277 доларів для жінок. За межею бідності перебувало 32,4 % осіб, у тому числі 50,0 % дітей у віці до 18 років та 15,5 % осіб у віці 65 років та старших.
Цивільне працевлаштоване населення становило 2640 осіб. Основні галузі зайнятості: роздрібна торгівля — 20,8 %, освіта, охорона здоров'я та соціальна допомога — 17,8 %, сільське господарство, лісництво, риболовля — 12,1 %, будівництво — 10,3 %.